# Melichar
Melichar je mužské jméno hebrejského původu. Vykládá se jako obměna jména Melchior, což znamená král světla, případně král je světlo. Podle českého kalendáře má svátek 6. ledna (na Tři krále).

## Známí Melicharové
- sv. Melichar Grodecký – jezuitský mučedník
- Melichar z Redernu – rakouský šlechtic, císařský rada, polní maršál a prezident tehdejší dvorní vojenské rady
- Melichar Oravec – český youtuber a streamer vystupující pod přezdívkou FlyGunCZ